# Terremoto de Genroku de 1703

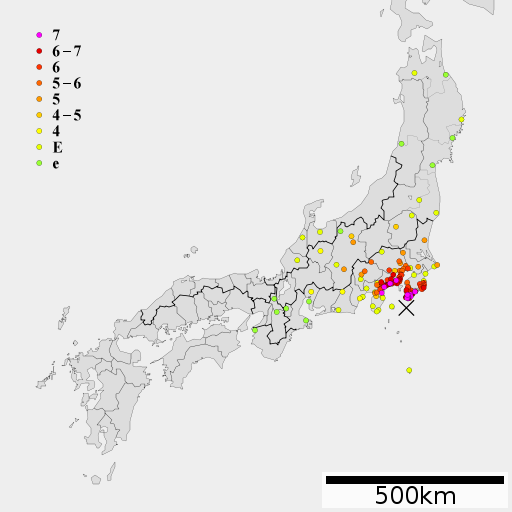
Mapa que muestra la intensidad del terremoto de Genroku en el archipiélago japonés.

El terremoto de Genroku de 1703 (元禄大地震 Genroku Daijishin?) ocurrió a las 02:00 hora local del 31 de diciembre (30 de diciembre a las 17:00 UTC). El epicentro estuvo cerca de Edo, la ciudad precursora del actual Tokio, en la parte sur de la región de Kantō, Japón. Se estima que 2.300 personas murieron por los temblores y los incendios posteriores. El terremoto provocó un gran tsunami que causó muchas víctimas, con un total de muertes de al menos 5233, posiblemente hasta 10,000 víctimas. Genroku fue una era japonesa que se extendió desde 1688 hasta 1704, durante el reinado del Emperador Higashiyama en Japón.

## Descripción tectónica

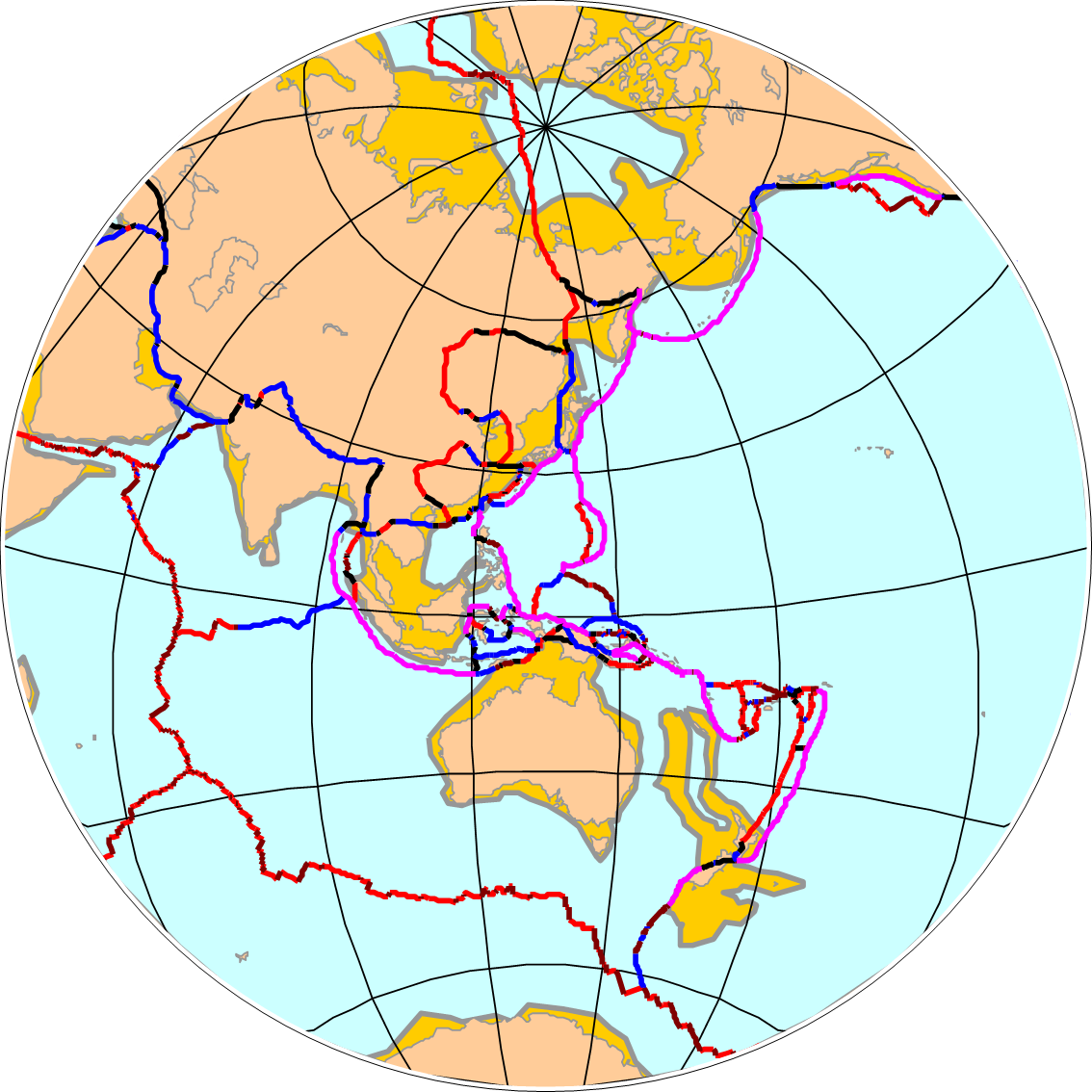
Mapa que muestra las placas tectónicas donde se produjo el Terremoto de Genroku

La región de Kantō se encuentra en la compleja triple unión tectónica, donde se unen los límites convergentes entre las placas marinas del Pacífico y Filipinas. Los terremotos con epicentros en la región de Kanto pueden ocurrir dentro de la Placa Euroasiática, en la interfaz de la Placa Euroasiática / Placa filipina, dentro de la Placa del Mar de Filipinas, en la interfaz de la Placa del Mar de Filipinas / Placa del Pacífico o dentro de la Placa del Pacífico. Además de este conjunto de placas principales, se ha sugerido que también hay un cuerpo separado de 25 km de espesor y 100 km de ancho, un fragmento de litosfera de la placa del Pacífico. Se cree que el terremoto de 1703 implicó la ruptura de la interfaz entre la Placa Euroasiática y la Placa del Mar de Filipinas.

## El desastre
El terremoto se asoció con áreas de elevación y subsidencia. Tanto en la península de Bōsō como en la península de Miurase ha identificado una clara línea de costa paleo, que indica hasta 5 m de elevación cerca de Mera (unos 8 km al sur de Tateyama) y hasta 1,2 m de elevación en Miura, que fue en aumento hacia el sur. Esta distribución del levantamiento, junto con el modelado del tsunami, indican que al menos dos y probablemente tres segmentos de falla se rompieron durante el terremoto.

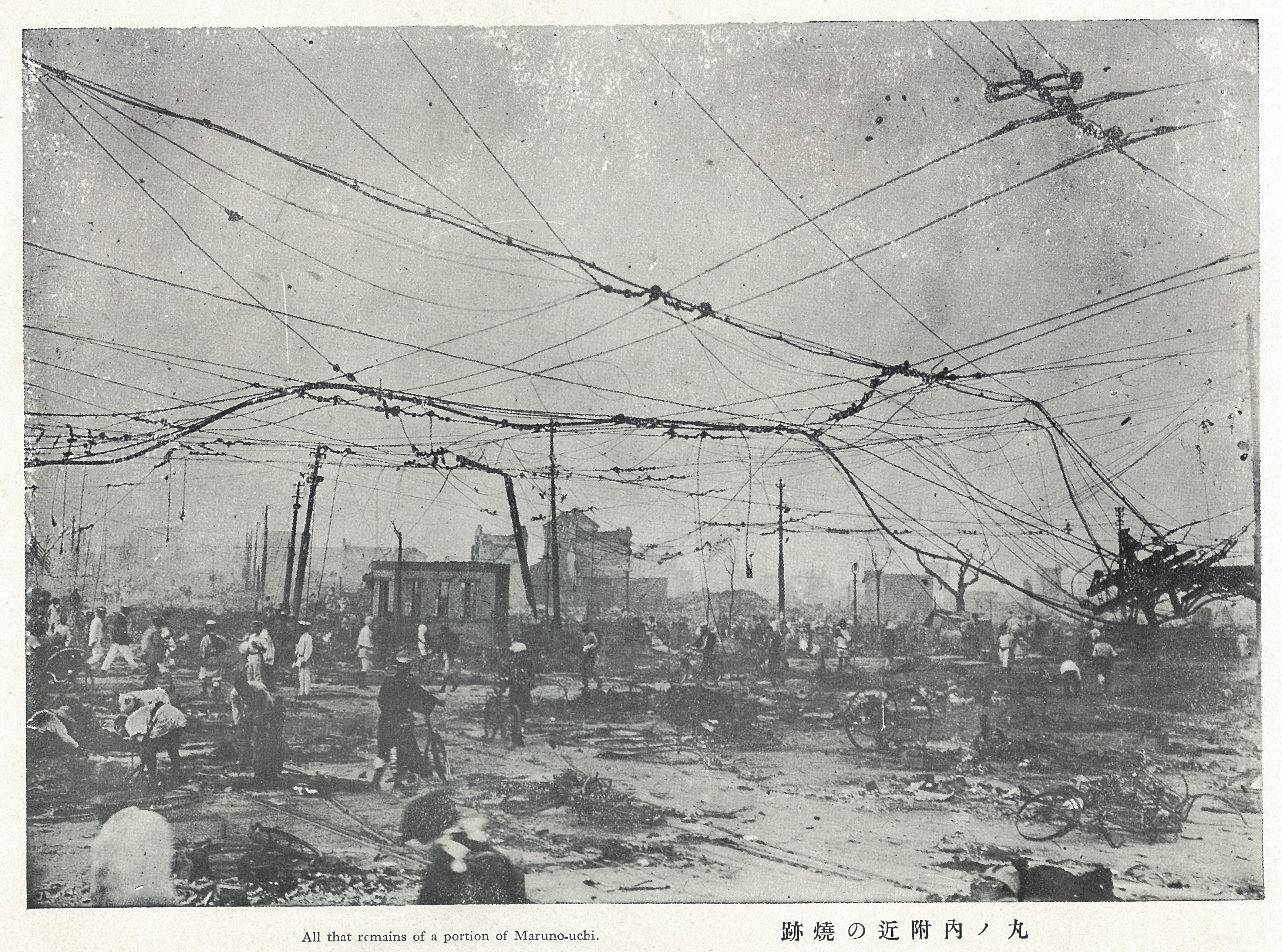
Fotografía de los daños producidos por un terremoto en 1923

Se produjo un tsunami que llegó a alturas de más de 5 metros más en un área amplia, con un máximo de 10,5 metros en Wada, Chiba y 10 metros en la isla de Izu Ōshima y Ainohama.

## Daños
El área de mayor daño debido al terremoto fue en la Prefectura de Kanagawa, aunque la Prefectura de Shizuoka también se vio afectada. El terremoto causó muchos incendios grandes, particularmente en Odawara, aumentando tanto el grado de daño como el número de muertes. Un total de 8,007 casas fueron destruidas por el temblor y otras 563 casas por los incendios, causando 2,291 muertes. Unos 400 km de costa se vieron gravemente afectados por el tsunami, con muertes causadas por Shimoda en la costa este de la península de Izu en el oeste a Isumi en el lado este de la península de Bōsō al este. También hubo una sola muerte en la isla de Hachijōjima a unos 180 km al sur del epicentro del terremoto, donde el tsunami tenía 3 m de altura. El número total de víctimas de terremotos, incendios y tsunamis se ha reportado en 5,233. Otras estimaciones son más altas, con 10,000 en total, y una fuente que arroja incluso 200,000.